# فرودگاه بلا کولا
فرودگاه بلا کولا (به انگلیسی: Bella Coola Airport) یک فرودگاه خصوصی با کد یاتا QBC است که یک باند فرود آسفالت دارد و طول باند آن ۱۲۸۰ متر است. این فرودگاه در کشور کانادا قرار دارد و در ارتفاع ۳۶ متری از سطح دریا واقع شده‌است.

## شرکت‌های هواپیمایی و مقصدهای پروازی
| شرکت‌های هواپیمایی        | مقصدهای پروازی     |
| ------------------------ | ------------------ |
| Pacific Coastal Airlines | اناهیم لیک، ونکوور |